# Península Ushuaia
Península Ushuaia är en halvö i Argentina.   Den ligger i provinsen Eldslandet, i den södra delen av landet, 2 400 km söder om huvudstaden Buenos Aires.